# Indanthura sculpta
Indanthura sculpta är en kräftdjursart som först beskrevs av Brian Frederick Kensley 1980.  Indanthura sculpta ingår i släktet Indanthura och familjen Anthuridae. Inga underarter finns listade i Catalogue of Life.